# Egyptiska cupen
Egyptiska cupen är en årlig cupturnering i fotboll, öppen för klubblag i Egypten. Herrturneringen har spelats sedan 1921, och har spelats årligen med undantag av perioden 1968-1971 på grund av Sex dagarskriget, 1973/74 på grund av Oktoberkriget samt säsongerna 1979/80, 1981/82, 1986/87 och 1993/94. Turnering ställdes även in säsongen 2011/12 på grund av det instabila läget i landet.
Det finns ingen motsvarande damturnering.

## Cupmästare genom åren
| - 1921/22 : Zamalek SC - 1922/23 : Tersana SC - 1923/24 : Al-Ahly - 1924/25 : Al-Ahly - 1925/26 : Ittihad - 1926/27 : Al-Ahly - 1927/28 : Al-Ahly - 1928/29 : Tersana SC - 1929/30 : Al-Ahly - 1930/31 : Al-Ahly - 1931/32 : Zamalek SC - 1932/33 : Olympic - 1933/34 : Olympic - 1934/35 : Zamalek SC - 1935/36 : Ittihad - 1936/37 : Al-Ahly - 1937/38 : Zamalek SC - 1938/39 : Teram - 1939/40 : Al-Ahly - 1940/41 : Zamalek SC - 1941/42 : Al-Ahly - 1942/43 : Zamalek SC & Al-Ahly | - 1943/44 : Zamalek SC - 1944/45 : Al-Ahly - 1945/46 : Al-Ahly - 1946/47 : Al-Ahly - 1947/48 : Ittihad - 1948/49 : Al-Ahly - 1949/50 : Al-Ahly - 1950/51 : Al-Ahly - 1951/52 : Zamalek SC - 1952/53 : Al-Ahly - 1953/54 : Tersana SC - 1954/55 : Zamalek SC - 1955/56 : Al-Ahly - 1956/57 : Zamalek SC - 1957/58 : Zamalek SC & Al-Ahly - 1958/59 : Zamalek SC - 1959/60 : Zamalek SC - 1960/61 : Al-Ahly - 1961/62 : Zamalek SC - 1962/63 : Ittihad - 1963/64 : Qanah - 1964/65 : Tersana SC | - 1965/66 : Al-Ahly - 1966/67 : Tersana SC - 1968-71 : Ingen turnering - 1972/73 : Ittihad - 1973-74 : Ingen turnering - 1974/75 : Zamalek SC - 1975/76 : Ittihad - 1976/77 : Zamalek SC - 1977/78 : Al-Ahly - 1978/79 : Zamalek SC - 1979-80 : Ingen turnering - 1980/81 : Al-Ahly - 1981-82 : Ingen turnering - 1982/83 : Al-Ahly - 1983/84 : Al-Ahly - 1984/85 : Al-Ahly - 1985/86 : Tersana SC - 1986-87 : Ingen turnering - 1987/88 : Zamalek SC - 1988/89 : Al-Ahly - 1989/90 : Al-Mokawloon al-Arab - 1990/91 : Al-Ahly | - 1991/92 : Al-Ahly - 1992/93 : Al-Ahly - 1993-94 : Ingen turnering - 1994/95 : Al-Mokawloon al-Arab - 1995/96 : Al-Ahly - 1996/97 : Ismaily - 1997/98 : Al-Masry - 1998/99 : Zamalek SC - 1999/2000 : Ismaily - 2000/01 : Al-Ahly - 2001/02 : Zamalek SC - 2002/03 : Al-Ahly - 2003/04 : Al-Mokawloon al-Arab - 2004/05 : Enppi - 2005/06 : Al-Ahly - 2006/07 : Al-Ahly - 2007/08 : Zamalek SC - 2008/09 : Haras El Hodood - 2009/10 : Haras El Hodood - 2010/11 : Enppi - 2011/12 : Turneringen inställd. - 2012/13 : Zamalek SC | - 2013/14 : Zamalek SC - 2014/15 : Zamalek SC - 2015/16 : Zamalek SC - 2016/17 : Al-Ahly - 2017/18 : Zamalek SC - 2018/19 : Zamalek SC - 2019/20 : Al-Ahly - 2020/21 : Zamalek SC - 2021/22 : Al-Ahly |